# Alcântara (comarca)
A Comarca de Alcântara (em castelhano: Comarca de Alcántara), também conhecida como Comarca de Brozas, é uma comarca raiana da Espanha, situada na parte ocidental da província de Cáceres, comunidade autónoma da Estremadura. Historicamente é conhecida como Terra de Alcântara, por ter pertencido à Ordem de Alcântara. Tem 1 578,9 km² de área e em 2019 tinha 9 035 habitantes (densidade: 5,7 hab./km²).
| Limites da comarca de Alcântara       |                                       |                      |
| Vale do Alagón                        | Vale do Alagón • Comarca de Monfragüe | Comarca de Monfragüe |
| Portugal (distrito de Castelo Branco) |                                       | Comarca de Trujillo  |
| Comarca de Valência de Alcântara      | Comarca de Cáceres                    | Comarca de Trujillo  |

A comarca é atravessada no sentido leste-oeste pelo rio Tejo e o rio Salor demarca o seu limite meridional.[carece de fontes?]

## Municípios da comarca
Os municípios da comarca tradicional pertencem a duas mancomunidades: três deles à da Rivera de Fresnedosa e os restantes à de Tejo-Salor.
| Município | Área (km²) | População (2021) | Densidade (hab./km²) | Mancomunidade        |
| --- | ---------- | ---------------- | -------------------- | -------------------- |
| Acehúche [♣] | 91,1       | 813              | 8,9                  | Rivera de Fresnedosa |
| Alcântara | 552,0      | 1 386            | 2,5                  | Tejo-Salor           |
| Brozas | 398,4      | 1 790            | 4,5                  | Tejo-Salor           |
| Ceclavín [♣] | 159,5      | 1 801            | 11,3                 | Rivera de Fresnedosa |
| Mata de Alcántara | 33,5       | 284              | 8,5                  | Tejo-Salor           |
| Navas del Madroño | 112,3      | 1 261            | 11,2                 | Tejo-Salor           |
| Piedras Albas | 4,5        | 137              | 30,4                 | Tejo-Salor           |
| Villa del Rey | 57,3       | 128              | 2,2                  | Tejo-Salor           |
| Zarza la Mayor [♣] | 170,3      | 1 192            | 7                    | Rivera de Fresnedosa |
| [♣] ^ Em algumas fontes os municípios de Acehúche, Ceclavín e de Zarza la Mayor aparecem como pertencendo à comarca do Vale do Alagón. |            |                  |                      |                      |

Em algumas fontes Garrovillas de Alconétar também aparece como fazendo parte da comarca de Alcântara. Este município integra a Mancomunidade Tejo-Salor, tem 207 km² de área e em 2021 tinha 1 955 (densidade: 9,4 hab./km²).